# North Charleston Lowgators 2002-2003
La stagione 2002-03 dei North Charleston Lowgators fu la 2ª nella NBA D-League per la franchigia.
I North Charleston Lowgators arrivarono secondi nella NBA D-League con un record di 26-24. Nei play-off persero la semifinale con i Mobile Revelers (2-0).

## Roster
| N° | Naz.                    | Ruolo | Sportivo          | Anno | Alt. | Peso |
| -- | ----------------------- | ----- | ----------------- | ---- | ---- | ---- |
|    | Stati Uniti (bandiera)  | C     | Raynell Brewer    | 1978 | 216  | 95   |
| 5  | Stati Uniti (bandiera)  | C     | T.J. McKenzie     | 1979 | 211  | 109  |
| 6  | Stati Uniti (bandiera)  | G     | Ty Shine          | 1978 | 183  | 82   |
| 7  | Stati Uniti (bandiera)  | A     | Ime Udoka         | 1977 | 198  | 98   |
| 8  | Stati Uniti (bandiera)  | A     | Thad Delaney      | 1973 | 203  | 113  |
| 10 | Stati Uniti (bandiera)  | A     | Damone Brown      | 1979 | 206  | 91   |
| 11 | Stati Uniti (bandiera)  | G     | Larry Reid        | 1980 | 183  | 77   |
| 12 | Stati Uniti (bandiera)  | G     | Tobe Carberry     | 1978 | 188  | 84   |
| 13 | Stati Uniti (bandiera)  | G     | Chudney Gray      | 1978 | 191  | 84   |
| 14 | Stati Uniti (bandiera)  | G     | Courtney Eldridge | 1980 | 178  | 84   |
| 15 | Sierra Leone (bandiera) | GA    | Alpha Bangura     | 1980 | 193  | 98   |
| 21 | Stati Uniti (bandiera)  | C     | Karim Shabazz     | 1978 | 218  | 104  |
| 23 | Stati Uniti (bandiera)  | A     | Sedric Webber     | 1977 | 198  | 100  |
| 25 | Stati Uniti (bandiera)  | G     | Corey Benjamin    | 1978 | 198  | 91   |
| 31 | Stati Uniti (bandiera)  | G     | Norm Richardson   | 1979 | 196  | 86   |
| 44 | Stati Uniti (bandiera)  | C     | Peter Cornell     | 1976 | 211  | 111  |
| 50 | Stati Uniti (bandiera)  | C     | David Dixon       | 1978 | 211  | 127  |
| 99 | Stati Uniti (bandiera)  | G     | Tierre Brown      | 1979 | 188  | 86   |

## Staff tecnico
- Allenatore: Doug Marty
- Vice-allenatore: Kelvin Upshaw
- Preparatore atletico:  Rob Roth